# Alfa Romeo Scarabeo
L'Alfa Romeo Scarabeo est un prototype conçu par Giuseppe Busso et Orazio Satta Puliga pour l'entreprise automobile Alfa Romeo. La Scarabeo a fait ses débuts au Mondial de l'Automobile de Paris en 1966,.